# Newportia paraensis
Newportia paraensis är en mångfotingart som beskrevs av Chamberlin 1914. Newportia paraensis ingår i släktet Newportia och familjen Scolopocryptopidae. Inga underarter finns listade i Catalogue of Life.